# Siciunguis decima
Siciunguis decima är en insektsart. Siciunguis decima ingår i släktet Siciunguis och familjen långrörsbladlöss. Inga underarter finns listade i Catalogue of Life.